# Ukrainische Orthodoxe Kirche in Kanada

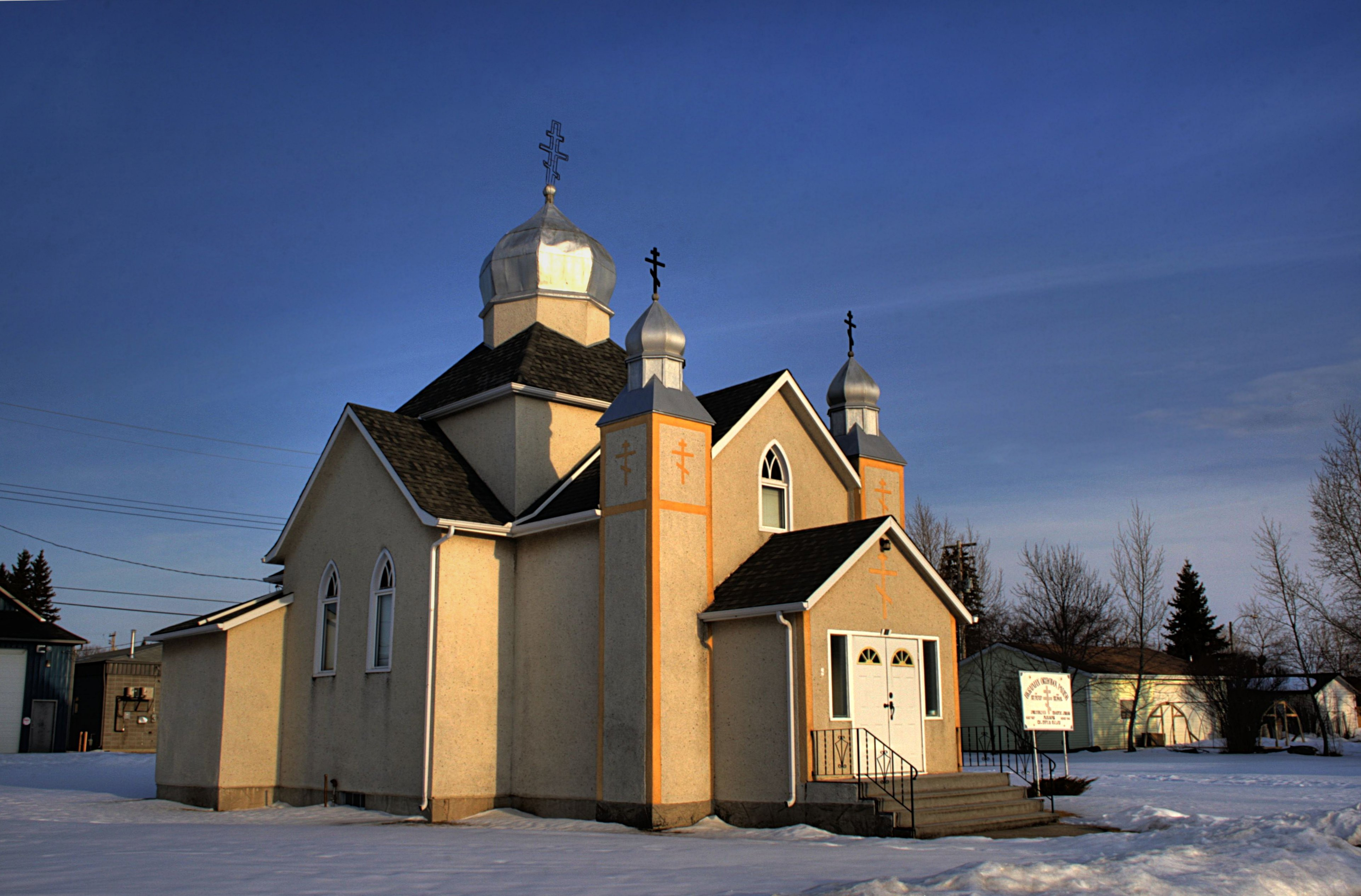
Kathedrale in Alberta

Die Ukrainische Orthodoxe Kirche in Kanada (englisch Ukrainian Orthodox Church of Canada) ist eine orthodoxe Teilkirche innerhalb des Ökumenischen Patriarchats von Konstantinopel in Kanada.
Bis 1990 hieß sie Ukrainische griechisch-orthodoxe Kirche in Kanada. Am 1. April 1990 wurde sie in die Zuständigkeit des Ökumenischen Patriarchats von Konstantinopel mit einer Namensänderung übernommen.
Das Verwaltungszentrum liegt in Winnipeg: 9 St John’s Ave Winnipeg, Manitoba R2W 1G8.

## Geschichte
Seit dem 19. Jahrhundert entstanden in Kanada erste orthodoxe Kirchengemeinden von ukrainischen Auswanderern.
Die Kirche wurde 1918 in Saskatoon unter dem Namen „Ukrainisch-Griechisch-Orthodoxe Kirche von Kanada“ (englisch Ukrainian Greek Orthodox Church of Canada) gegründet.
1945 wurde das College of St. Andrew gegründet, das bis heute das einzige ukrainisch-orthodoxe Institut in Kanada ist.
Am 25. August 2023 forderte Metropolit Hilarion die Geistlichen auf, in ihren Pfarreien eine Diskussion über die Möglichkeit einer Umstellung auf den neujulianischen Kalender nach dem Übergang der christlichen Kirchen in der Ukraine abzuhalten. Am 1. Dezember 2023 wurde bekannt, dass die UOC Kanadas ab dem 20. Dezember 2023 auf den neujulianischen Kalender umstellen wird.

## Bischöfe (Metropoliten)
- Iwan Ohijenko (1951–1972)
- Michael Choroschy (1972–1975)
- Andrij Metiuk (1975–1985)
- Wassylij Fedak (1985–2005)
- John Stinka (2005–2010)
- Jurij Kalistschuk (Ab 2010)